# لیلیا وایگینا افرمووا
لیلیا وایگینا افرمووا (انگلیسی: Lilia Vaygina-Efremova؛ زادهٔ ۱۵ آوریل ۱۹۷۷) ورزشکار دوگانه اهل روسیه است.وی همچنین از ورزشکاران دوگانه در بازی‌های المپیک زمستانی ۲۰۰۶ بوده است.